# ビオン

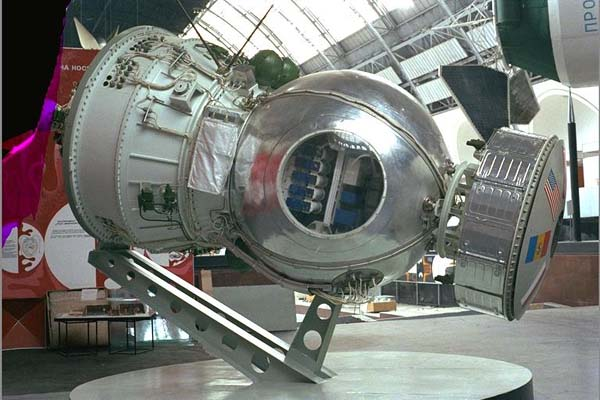
ビオン衛星

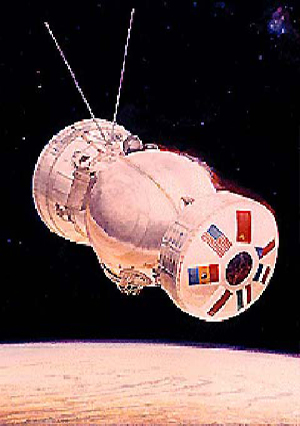
想像図

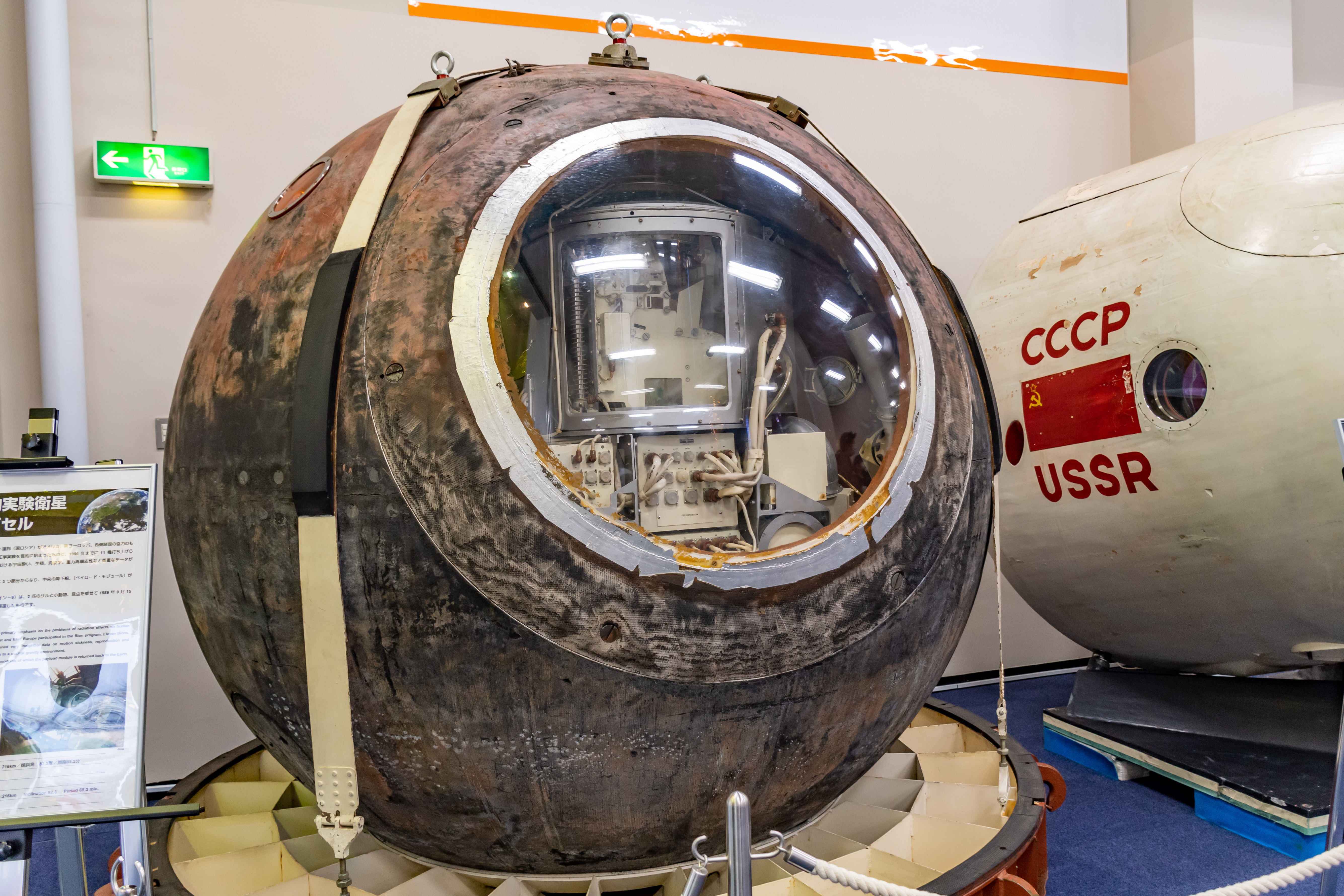
筑波宇宙センターに保存されているビオン9号のカプセル

ビオン（ロシア語：Бион、ラテン文字表記の例：Bion）は、ソ連・ロシアの生物衛星である。ビオコスモス（Биокосмос, Biocosmos）という名前でも知られる。
1973年から1996年までの間に初期シリーズの11機が打ち上げられた。2013年4月には、改良型のビオンMの初打ち上げに成功した。

## 初期のビオン
1971年、ソ連とアメリカの間で、宇宙開発について協力関係を持つことを規定した合意文書が調印された。これに基づき、ソ連はアメリカに自国が打ち上げる生物学実験衛星にアメリカの実験ペイロードを搭載することを提案した。この衛星がビオンである。
ビオンはゼニットを元に設計された。ゼニットはボストーク宇宙船と共通の設計を持つ偵察衛星で、偵察用カメラをフィルムごと帰還されるために大気圏突入カプセルを備えていた。このカプセル内は機材を正常に動作させるために気圧・温度がコントロールされていたので、容易に生物学実験に流用することができた。実験終了後、ペイロードは地上に帰還した。また、ビオンとは別に、計画の一環としてナウカと呼ばれる90kgの外付けモジュールが開発され、11機のゼニット偵察衛星に取り付けられて使用された。
ビオンの打ち上げは1973年から始まった。衛星は最後の1機を除いてコスモス衛星として打ち上げられ、ビオンの名と同時にコスモスの名前も与えられた。1975年には最初のアメリカの実験ペイロードが打ち上げられ、アメリカ以外にも多くの国が実験に加わった。実験の内容は、無重力への生物の適応や、放射線が生物に与える影響の調査など多岐にわたった。
衛星の打ち上げは平均して2年に1回という緩やかなペースで行われた。5号までは主に小動物や植物・微生物を使用していたが、6号以降ではサルを使用しての実験が行われた。1996年のビオン11号をもって計画は一旦終了した。
ビオン計画終了後は、同様の回収型衛星であるフォトン衛星（こちらは本来は物理学や材料科学などの微小重力実験用）が生物実験に利用されていた。

## ビオンM
2013年、改良型にあたるビオンMの運用が始まった。この型ではカプセルに結合する機械船が改良され、軌道修正能力や着陸地点の制御が向上したとされている。太陽電池の追加と生命維持装置の改良により、軌道上での実験期間は従来の3週間から最大半年間に伸ばされた。運用軌道の高度も200-300kmだったものがより放射線量の多い575kmに変更され、効率的に宇宙線被曝実験が行えるようになった。
ビオンM型の1号機は2013年4月19日にバイコヌール宇宙基地からソユーズ2.1aロケットにより打ち上げられ、無事に地球周回軌道に投入された。
2013年5月19日、無事、地球に帰還したが、ハツカネズミの半数や、スナネズミの全てが死亡した。ただし、ロシア科学アカデミーは、これら動物の大量死は予想された結果だとしている。有人火星飛行に道を開くことが期待されるデータがもたらされたと発表された。

## 打ち上げリスト
実際には各ビオン衛星では数多くの種類の実験が行われた。
| 名称       | コスモス       | 打ち上げ日     | 代表的な実験 |
| ---------- | -------------- | -------------- | --- |
| ビオン1号  | コスモス605号  | 1973年10月31日 | ラットやカメ、菌類などがどのように無重力に適応するか調査した。                                                                                          |
| ビオン2号  | コスモス690号  | 1974年10月22日 | ラットに放射線を浴びさせる実験をした。 |
| ビオン3号  | コスモス782号  | 1975年11月25日 | 人工重力条件下との比較実験など。 |
| ビオン4号  | コスモス936号  | 1977年8月3日   | ビオン3号のフォローアップ。 |
| ビオン5号  | コスモス1129号 | 1979年9月25日  | 宇宙で哺乳類を受精させる実験を行ったが失敗した。 |
| ビオン6号  | コスモス1514号 | 1979年12月14日 | サル、ラットなどを乗せた。 |
| ビオン7号  | コスモス1667号 | 1985年7月10日  | サル、ラットなどを乗せた。 |
| ビオン8号  | コスモス1887号 | 1987年9月29日  | サル、ラットなどを乗せた。 |
| ビオン9号  | コスモス2044号 | 1989年9月15日  | サル、ラットなどを乗せた。 |
| ビオン10号 | コスモス2229号 | 1992年12月29日 | サル、ラットなどを乗せた。 |
| ビオン11号 | -              | 1996年12月24日 | サル、ラットなどを乗せた。 |
| ビオンM1号 | -              | 2013年4月19日  | 改良型初号機。ラット、スナネズミ、イモリ、小魚などを乗せた。太陽電池を装備することにより。従来の2週間から飛行期間を延ばし、30日間の飛行が可能となった。 |